# Cossourado (Barcelos)
Cossourado is een plaats (freguesia) in de Portugese gemeente Barcelos en telt 927 inwoners (2001).

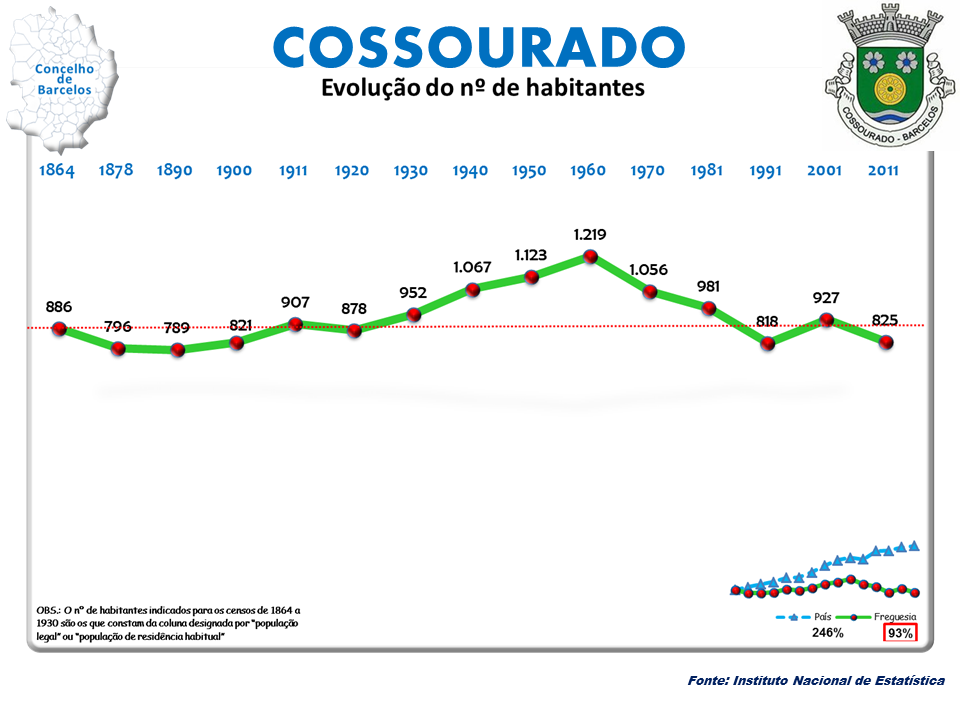
Bevolkingsontwikkeling tussen 1864 en 2011